# Georg Marcell Haack
Georg Marcell Haack (Bopfingen, 22 giugno 1652 – Bopfingen, 1719) è stato un pittore tedesco.

## Biografia
Georg Marcell Haack, noto anche come Georg Marcel Haag, è conosciuto soprattutto come ritrattista e come pittore di scene storiche. Secondo il Bénézit anche alcuni ritratti conservati all'Università di Varsavia e firmati Haake potrebbero essere suoi.
Suo padre Daniel era pastore della chiesa evangelica di Bopfingen, in cui si conserva tuttora il suo ritratto eseguito dal figlio. L'incisore And. Matth. Wolffgang (1660-1736), attivo in Augusta, trasse un'incisione da questo ritratto nell'anno 1700. 
Georg Haack studiò nel ginnasio di Augusta, dove nel 1669 entrò nella bottega del pittore e acquafortista Johann Heinrich Schönfeld. Nel 1674 si recò a Venezia, dove fu influenzato da Veronese e poi a Roma dove apprezzò i quadri di Correggio. 
Ritornò in Germania dopo una decina d'anni; secondo Bénézit sin dal 1682. Nel 1688 viveva a Nördlingen, dove un suo fratello, Johann Daniel, era "Superintendent", e negli anni successivi visse e operò alternativamente in questa città e a Bopfingen. A Nördlingen dipinse una pala nella chiesa evangelica di St. Georg, in cui Maria unge i piedi di Cristo, e diversi ritratti commemorativi di personalità locali scomparse (borgomastri, pastori, ecc.).